# Калгута
Калгу́та (каз. Қолғұта) — село у складі Кордайського району Жамбильської області Казахстану. Входить до складу Степнівський сільського округу.
У радянські часи село було частиною села імені Джамбула (сучасний Жамбил).
Населення — 1152 особи (2021; 686 у 2009, 583 у 1999, 551 у 1989).